# Saint Lu
Saint Lu, pseudonimo di Luise Gruber (Wels, 27 giugno 1982), è una cantante e cantautrice austriaca.
Nel 2009 debutta con Saint Lu, prodotto dalla Warner che entra nelle charts dei paesi germanofoni. Nel 2013 esce il suo secondo album, sempre sotto la label della Warner, 2.

## Discografia
Album in studio
- 2009 - Saint Lu
- 2013 - 2

EP
- 2004 - One Step Closer
- 2010 - Acoustic
- 2013 - 2 (Acoustic EP)